# 17251 Vondracek
17251 Vondracek è un asteroide della fascia principale. Scoperto nel 2000, presenta un'orbita caratterizzata da un semiasse maggiore pari a 2,2875192 UA e da un'eccentricità di 0,1685200, inclinata di 7,08982° rispetto all'eclittica.